# Ngô Đức Thắng
Ngô Đức Thắng (sinh năm 1965), là một sĩ quan tại học viện Hải quân, hàm Đại tá. Ông hiện là Phó Tư lệnh - Tham mưu Trưởng vùng 3 Cảnh sát biển Việt Nam.

## Thân thế và giáo dục
Ngô Đức Thắng sinh năm 1965, quê quán Xã Cẩm Nhượng, Cẩm Xuyên, tỉnh Hà Tĩnh.
Từng học tại Học viện hải quân Nha Trang